# Wünschendorf/Elster
Wünschendorf/Elster is een gemeente in de Duitse deelstaat Thüringen. Wünschendorf/Elster telt 2.755 inwoners en maakt deel uit van de Landkreis Greiz. Sinds 1 januari 2012 maakt ze deel uit van de Verwaltungsgemeinschaft Wünschendorf/Elster.

## Zie ook

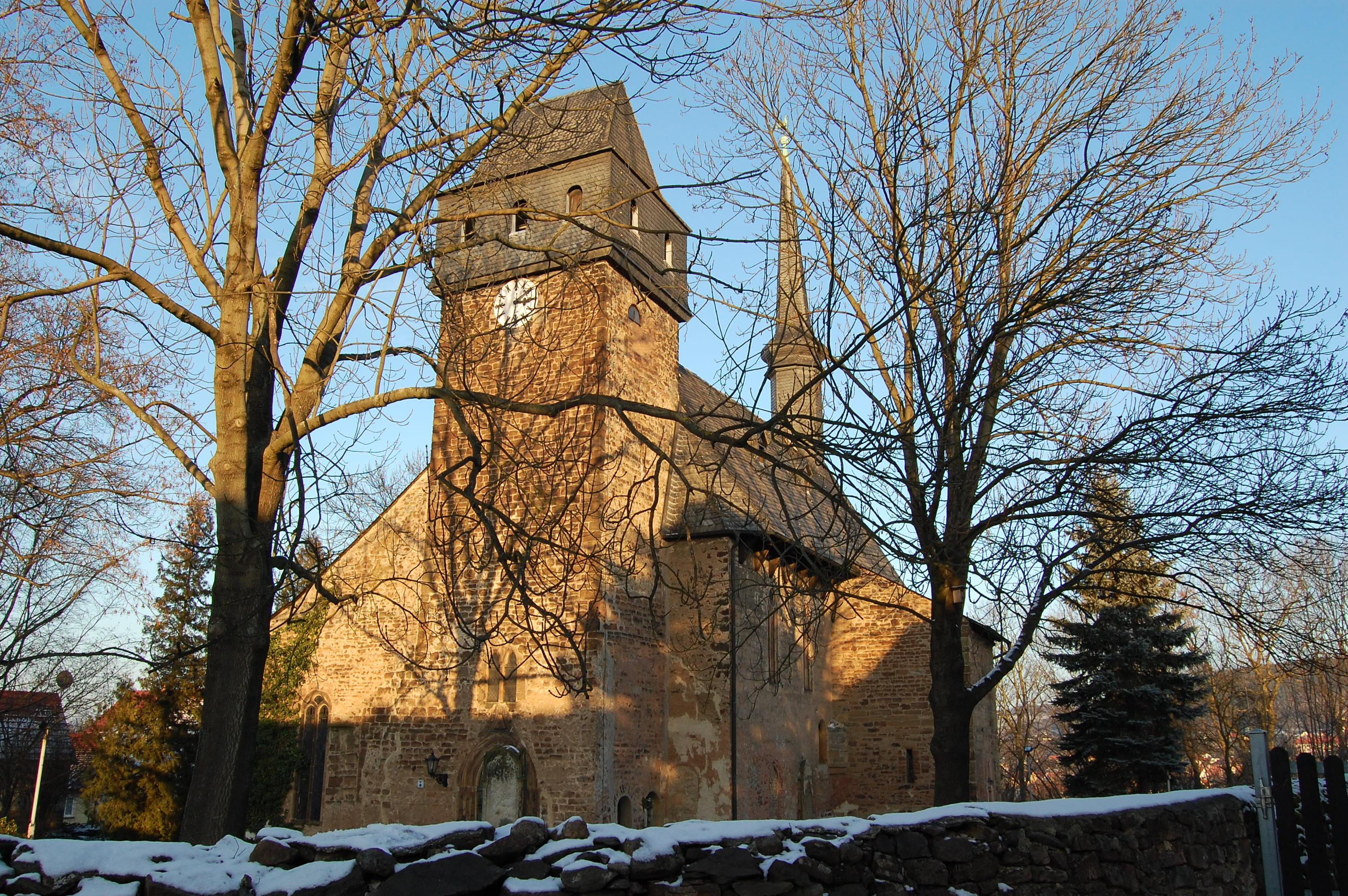
Sint-Vituskerk

## Plaatsen in de gemeente Wünschendorf/Elster
- Cronschwitz
- Meilitz
- Mildenfurth
- Mosen
- Pösneck
- Untitz
- Veitsberg
- Wünschendorf
- Zossen
- Zschorta